# Clubiona rostrata
Clubiona rostrata är en spindelart som beskrevs av Paik 1985. Clubiona rostrata ingår i släktet Clubiona och familjen säckspindlar. Inga underarter finns listade i Catalogue of Life.